# André Fouda
Pour les articles homonymes, voir Fouda.
André Fouda Omgba Nsi, dit André Fouda est un homme politique camerounais, né en 1906 et mort le 27 février 1980. Il dirige pendant plus de 23 ans (1956-1980) la municipalité de la capitale camerounaise.

## Biographie

### Jeunesse
Après son CEPE, Certificat d'études primaires en 1921, il poursuit sa scolarité à l'école primaire supérieure, et obtient la charge de Commis des Postes dans l'administration coloniale en 1924. Il sert à Kribi, Akonolinga puis Douala en 1937.

### Engagement politique
Politiquement engagé il fonde en 1938 avec Paul Soppo Priso la Jeucafra, Jeunesse camerounaise française. 
Lors de la Seconde Guerre mondiale, il rallie la France Libre comme opérateur des PTT, son engagement lui vaudra d'être décoré de la Médaille de la Résistance française, il reçoit en 1956 des mains du Général de Gaulle le grade d'Officier de la légion d'honneur.

### Parcours
Il appartient au lignage Mvog-Ada qui offrit aux explorateurs allemands les terres aux environs d'Ongola, permettant l'établissement du poste colonial à l'origine de la ville de Yaoundé. Cette donation originelle donne au Mvog-Ada, André Fouda, la légitimité pour être élu maire par le premier conseil municipal de Yaoundé réuni le 26 novembre 1956.  
Lors des élections municipales au Cameroun sous mandat de novembre 1956, il devient le premier maire élu de la ville de Yaoundé, capitale du Cameroun français. Il est à ce titre le premier maire autochtone. En 1967, il est nommé délégué du gouvernement de la Communauté urbaine de Yaoundé.
L'administration française cherche à le faire élire en 1945 à l'Assemblée constituante contre Alexandre Douala Manga Bell, jugé moins malléable. Louis Sanmarco, chef de région d'Ebolowa dans le sud du pays, explique dans ses mémoires avoir organisé des fraudes électorales permettant effectivement à André Fouda d'arriver en tête dans la région qu'il administre. Il est néanmoins battu partout ailleurs et n'est pas élu.

## Hommages
Un quartier de la ville de Yaoundé porte son nom.

## Distinctions
- Médaille de la Résistance française
- Officier de la Légion d'honneur en 1956